# 그문덴

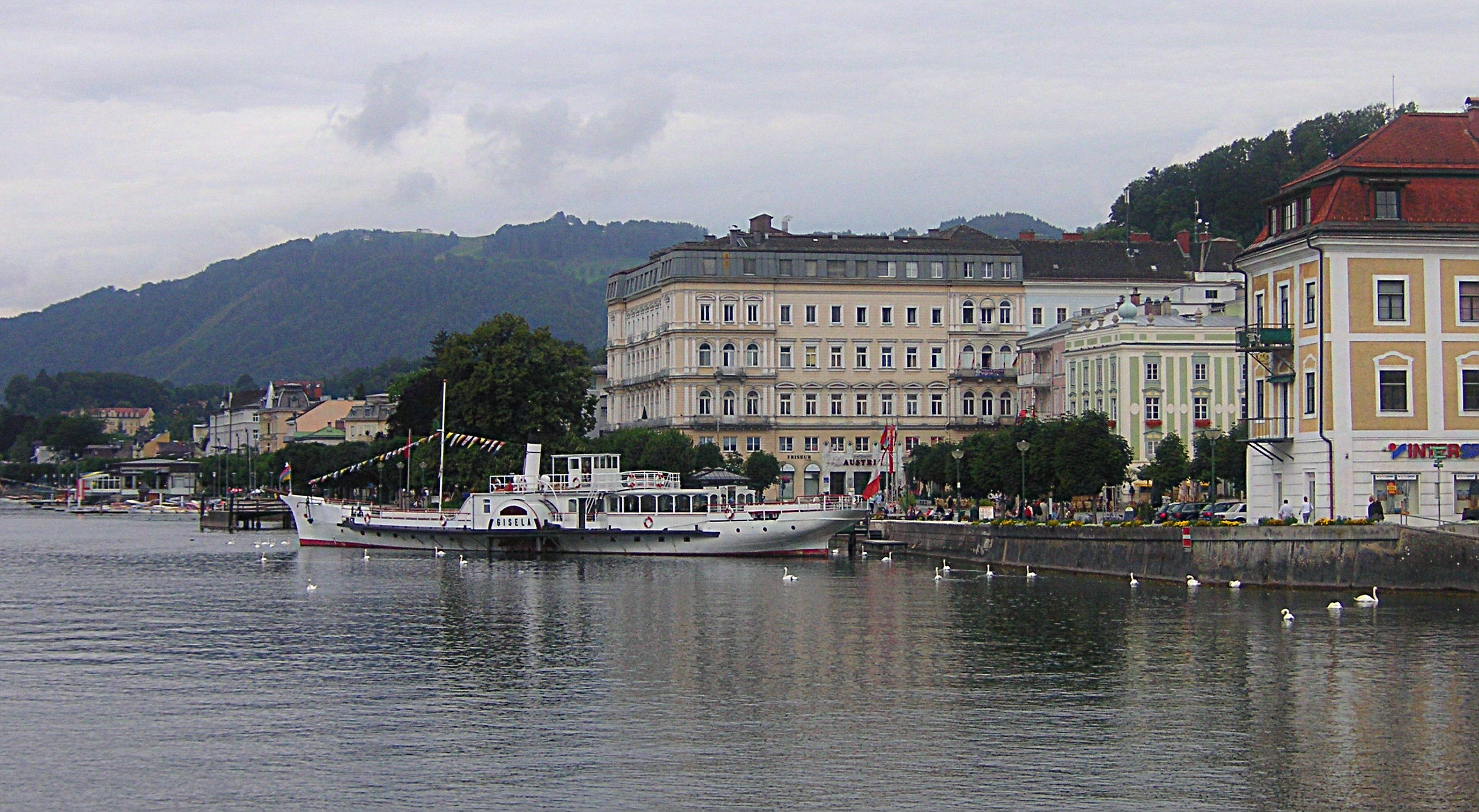
그문덴

그문덴(Gmunden)은 오스트리아 오버외스터라이히주 그문덴군에 위치한 도시이다. 인구는 13,073명이다.